# Cleorodes cinerarea
Cleorodes cinerarea är en fjärilsart som beskrevs av Moritz Balthasar Borkhausen 1794. Cleorodes cinerarea ingår i släktet Cleorodes och familjen mätare. Inga underarter finns listade i Catalogue of Life.